# (29623) 1998 SR164
(29623) 1998 SR164 es un asteroide perteneciente al cinturón de asteroides, descubierto el 30 de septiembre de 1998 por el equipo del Beijing Schmidt CCD Asteroid Program desde la Estación Xinglong, Hebei, China.

## Designación y nombre
Designado provisionalmente como 1998 SR164.

## Características orbitales
(29623) 1998 SR164 está situado a una distancia media del Sol de 2,372 ua, pudiendo alejarse hasta 2,839 ua y acercarse hasta 1,904 ua. Su excentricidad es 0,197 y la inclinación orbital 11,915 grados. Emplea 1334,03 días en completar una órbita alrededor del Sol.

## Características físicas
La magnitud absoluta de (29623) 1998 SR164 es 16,1. Tiene 7,973 km de diámetro. Su albedo se estima en 0,087.